# 大和 (私年號)
大和（日语：／ Yamato */?）是日本的寺廟和神社，以及散見於地方的地理志和歷史書籍的私年號（逸年號、偽年號）。在《九州年號》，紀年時間在695年至697年之間。

## 西曆干支對照表
| 大和 | 元年  | 二年  | 三年  |
| ---- | ----- | ----- | ----- |
| 西元 | 695年 | 696年 | 697年 |
| 干支 | 乙未  | 丙申  | 丁酉  |